# 細鱗黃魮
細鱗黃魮（学名：Labeobarbus polylepis）为輻鰭魚綱鯉形目鲤科的其中一種，分布於非洲凌波波河流域，體長可達58.5公分，棲息在流動的深水域或水庫，主要以藻類為食，也會捕食貝類、魚類及甲殼類，繁殖期在春夏季，雌魚體型大於雄魚，可做為食用魚。
其种加词“polylepis”意为“多鳞的”。